# Monrovia (Califòrnia)
Monrovia és una ciutat dels Estats Units a l'estat de Califòrnia. Segons el cens del 2000 tenia 36.929 habitants.

## Demografia
Segons el cens del 2000, Monrovia tenia 36.929 habitants, 13.502 habitatges, i 9.086 famílies. La densitat de població era de 1.037 habitants/km².
Dels 13.502 habitatges en un 35,4% hi vivien nens de menys de 18 anys, en un 46,4% hi vivien parelles casades, en un 15,4% dones solteres, i en un 32,7% no eren unitats familiars. En el 26% dels habitatges hi vivien persones soles el 8,8% de les quals corresponia a persones de 65 anys o més que vivien soles. El nombre mitjà de persones vivint en cada habitatge era de 2,71 i el nombre mitjà de persones que vivien en cada família era de 3,29.
Per edats la població es repartia de la següent manera: un 27,4% tenia menys de 18 anys, un 8% entre 18 i 24, un 34% entre 25 i 44, un 20,2% de 45 a 60 i un 10,4% 65 anys o més.
L'edat mediana era de 34 anys. Per cada 100 dones de 18 o més anys hi havia 87,6 homes.
La renda mediana per habitatge era de 45.375 $ i la renda mediana per família de 49.703 $. Els homes tenien una renda mediana de 41.039 $ mentre que les dones 32.259 $. La renda per capita de la població era de 21.686 $. Entorn del 9,7% de les famílies i el 13,1% de la població estaven per davall del llindar de pobresa.

## Poblacions més properes
El següent diagrama mostra les poblacions més properes.